# Picumnus castelnau
El Carpinterito Blancuzco, Carpinterito Pechiblanco, Picolete Pechillano o Carpinterito de Pecho Llano Picumnus castelnau es una especie de ave piciforme, perteneciente a la familia Picidae, del género Picumnus.

## Localización
Es una especie de ave que se encuentra en Colombia, Brasil, Perú y Ecuador.